# カリスマ的支配
カリスマ的支配（カリスマてきしはい、英語：charismatic authority）は、社会学の用語であり、マックス・ヴェーバーによる支配の三類型のうち、合法的支配、伝統的支配の一つである。社会学者の間で広く用いられている。
ヴェーバーは「カリスマ」という語を、特異で超自然的なものの意味で用いている。これを持つ者がリーダーとして扱われるという。